# Colombia quiere paz sin impunidad
Colombia quiere paz sin impunidad es el eslogan de varias movilizaciones cívicas en distintos lugares de Colombia ocurridas el 13 de diciembre de 2014.
Sus partidarios manifestaban que los Acuerdos de paz entre el gobierno de Juan Manuel Santos y las FARC-EP supuestamente daría impunidad al grupo guerrillero que anteriormente había sido tildado de narco-terrorista por el gobierno de Colombia, EE. UU. y la Unión Europea.
Fue liderada por el expresidente y exsenador de Colombia Álvaro Uribe Vélez con el objetivo exigir justicia para los integrantes de las FARC-EP, que negociaban en Cuba con el gobierno colombiano.

## Manifestación 13 de Diciembre
```
La manifestación fue organizada por el movimiento Colombia Quiere,
[
4
]
 y apoyada por dirigentes del partido político 
Centro Democrático
, partido que ha manifestado su abierta oposición al proceso de paz en La Habana.
[
5
]
 La marcha se realizó en Bogotá, Cali, Barranquilla, Popayán, 
Ibagué
,
[
6
]
 Cartagena, Cúcuta y Villavicencio.
[
7
]
 En el exterior, se realizó en Emiratos Árabes y los 
Estados Unidos
. 
```

Marcha 13 de Diciembre Bogotá

 Fue una convocatoria de un grupo de ciudadanos independientes que no están de acuerdo con la manera como el gobierno del presidente Juan Manuel Santos está llevando a cabo las negociaciones con las FARC-EP en La Habana. Pese a que la organización de la marcha fue convocada por ciudadanos que se declararon independientes el apoyo del Centro Democrático, con sus líderes Álvaro Uribe Vélez, Óscar Iván Zuluaga, Francisco Santos y demás senadores de esa colectividad como José Obdulio Gaviria, Paola Holguín, Everth Bustamante y entre otros fue amplio y extenso por todo el territorio nacional. La jornada de protesta fue calificada por los medios de comunicación como pacífica.
Para el Uribismo la marcha fue catalogada com un éxito, el expresidente Álvaro Uribe Vélez intervino en la movilización de Medellín antes más de veinte mil personas criticando la manera como el gobierno de Juan Manuel Santos ha adelantado el proceso de paz y así mismo las zonas de reserva campesina, que según él no le han servido al campesino, no le han servido a la empresa agropecuaria, porque solamente han servido de bastiones al terrorismo.

## Ambiente previo
La marcha fue convocada para el 13 de diciembre de 2014 con el fin de manifestar el deseo de paz, sin impunidad. La iniciativatomó fuerza en redes sociales por cuenta de la promoción que hizo el partido opositor Centro Democrático. Ante esto el ministro del interior Juan Fernando Cristo afirmó que el gobierno de Juan Manuel Santos respeta pero no comparte las actitudes y las críticas al proceso de paz en La Habana pero añadió que la marcha es totalmente legítima y será respetada por las autoridades, siempre y cuando cumpla con las condiciones de la ley y no se genere desorden ni vandalismo.

## Controversias

### Organizadores
El senador del partido de la U Roy Barreras quien es uno de los defensores de los diálogos con las FARC-EP, y que era considerado uribista, afirmó que tenía información de que los principales organizadores de la marcha tenían una relación directa con el uribismo, aunque resaltó que toda movilización pacífica tiene cabida en una democracia pero afirmó que lo malo era que disfrazaran una marcha contra la paz como una marcha de víctimas. Ante las declaraciones de Barreras y otras personalidades, los miembros de la organización Colombia quiere expresaron que era falso que el Centro Democrático fuera el organizador de la marcha puesto que quienes la organizaba era dicho grupo, a pesar de esto fue Uribe Vélez una de las figuras más influyentes en la convocatoria y la marcha misma.